# 水温計

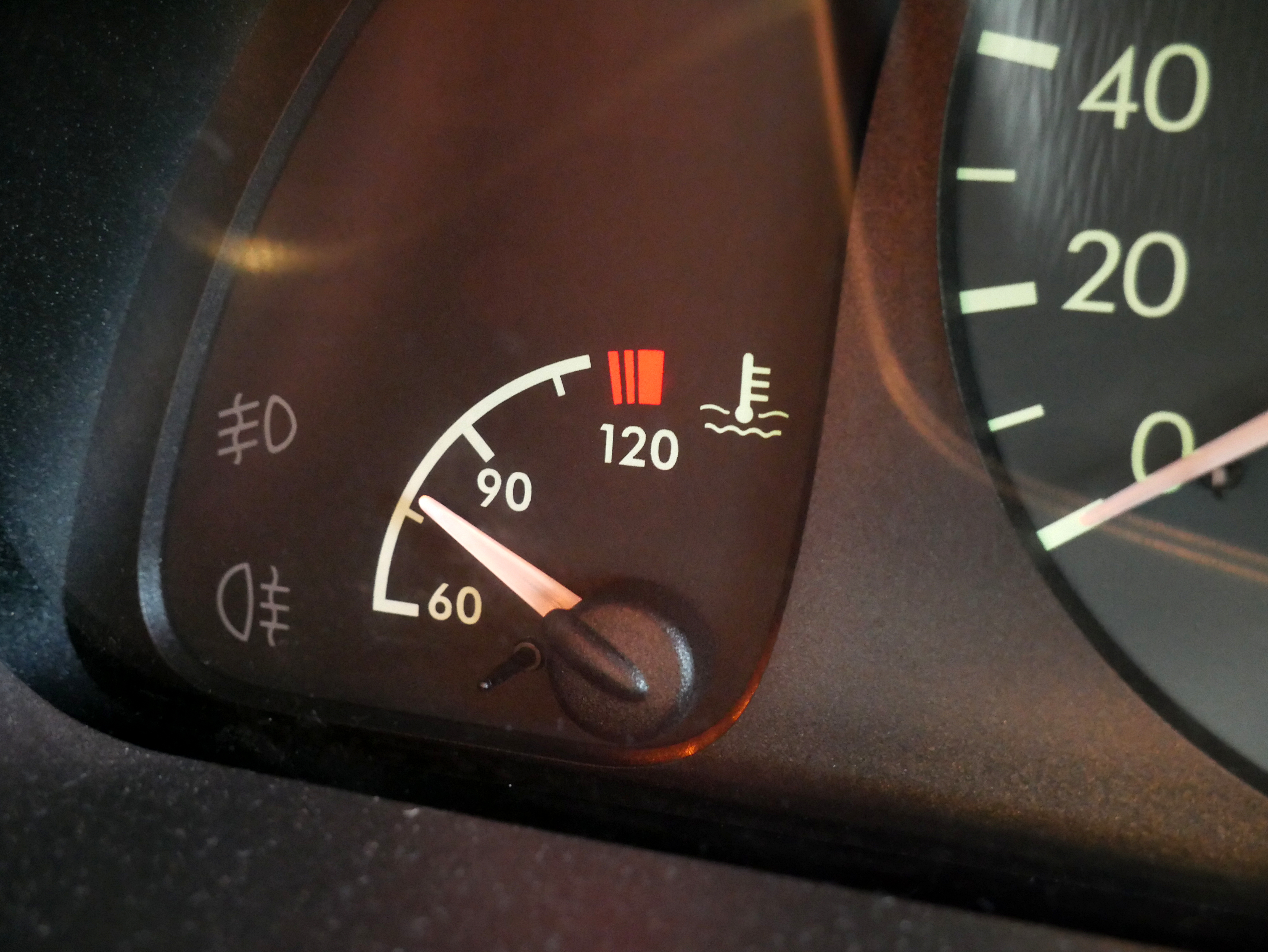
自動車の水温計

水温計（すいおんけい、英語：water-temperature-meter、water-temperature-gauge）は、水冷式の機器において冷却水の温度を指示する計器、測定器である。
自動車・オートバイなどの水冷式内燃機関を搭載する、冷却水温が重要な意味を持つ機器に装備され、操作者が現在の冷却水温を把握するために用いられる。
以下では特に、自動車、オートバイの水温計に関して記述する。

## 自動車、オートバイの水温計

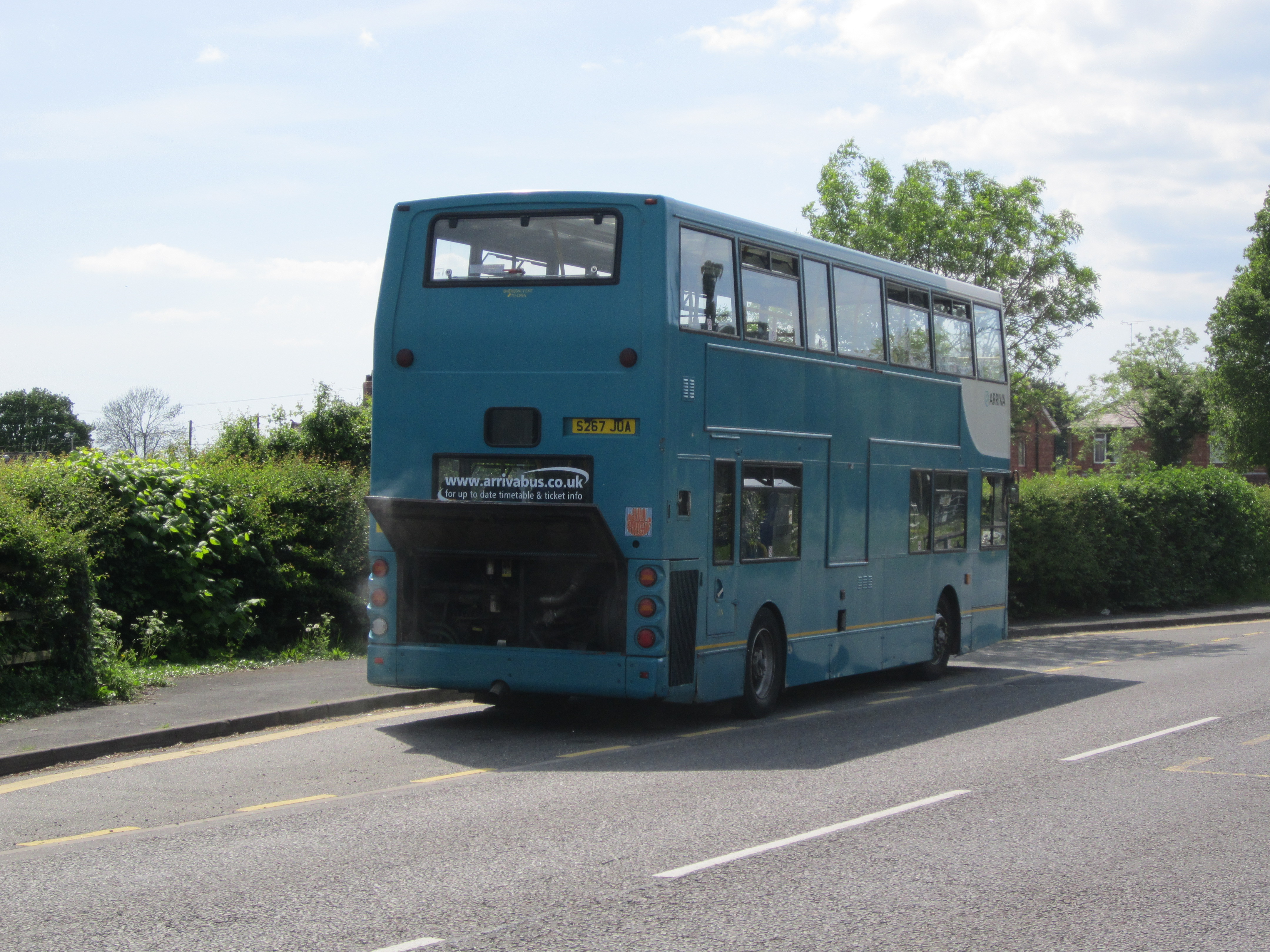
オーバーヒートしたバス

水冷式エンジンにおいては、水温はその車両の適正な走行条件や、適正な燃焼効率を左右する重要な要素である。
水温を把握しないまま走行を続けると、過大負荷によるオーバーヒートを招き、最悪の場合はエンジンが破損する場合もある。
逆に、極端に水温が低いまま走行を続けるとオーバークールによる排ガス濃度の悪化や、油温不適正による潤滑不良によりエンジン内の摩耗を促進させる結果にもなる。
走行中の水温の急激な変化は冷却系統の重大な故障を示す物でもあり、水温の適正な制御が排ガス浄化や燃焼効率の改善にも寄与する事から、現在では多くの車種に水温計が何らかの形で搭載されている。
一方、オートバイなどでは小排気量のオフロード車などを中心に、水冷式エンジンを搭載しているものであっても水温計を一切搭載していない車種も存在する。この場合は水温計を後付けするか、過負荷走行を行った際にはクーリング走行を行うなどの対応をライダー自身が意識的に実施する必要がある。
計器としての単位は摂氏（北米などでは華氏も用いられる）であるが、後述の機構上の理由により文字盤にはオーバーヒート状態を示すレッドゾーン表記と、完全な暖機完了を示す中間ライン、冷間でのチョーク作動完了を示す下限ラインの表示以外に数字は記載されていない場合が多い。車種によっては水温計上限部分に「H」(Hot)、下限部分に「C」(Cold)表記がされているものもある。一般的には水温計上限部分が摂氏105度前後、下限部分が摂氏70度前後を示している場合が多いとされるが、計器中間付近における指針の動きが必ずしも上限ー下限温度から割り出せる平均数値を正確に示すものではないことに注意が必要である。

## 歴史
自動車やオートバイの創成期においては、計器はほとんど装備されず、ドライバーの五感からの情報に頼った運転がされていた。水温計についても同様で、ドライバーはエンジン始動の際にはチョーク機構を作動させ、チョーク作動中にアイドリング回転数が下がってきた段階で暖機完了を判断し、走行中はラジエーターのリザーバータンクへの吹き戻し状況を適宜確認して、吹き戻しが特に多くなるような走行条件ではできるだけ長時間の走行を避ける程度の対応しかできなかった。また、一部の車両カテゴリーでは現在でも空冷式エンジンを採用し、エンジン温度による燃焼制御を特に行っていないものも多かった。
その後内燃機関の性能が向上し、自動車で遠出をする能力が増えたことで、水温計はその第一の機能として「上昇した水温を早期に察知し、エンジンへのそれ以上の過負荷を避ける」ことを目的として備え付けられるようになった。この時代はまだエンジン発熱とラジエーター冷却能力の関係が数値化されたデータとして存在しなかったため、負荷の状況によってはエンジン発熱量がラジエーター冷却能力を上回ることが容易に発生したためである。この時代の水温計は、主に冷却機構の能力の多寡を測る意味で重要な装備であり、「水温の上下に応じて素直に指針が上下すること」が求められていた。
1970年代に入ると、第一次オイルショックや米国でのマスキー法の施行により、燃費の向上と排ガスの浄化能力向上が自動車産業の大きな課題となった。この時代の様々な研究の結果、エンジンの水温及び油温を適正な数値に常時保っておく（ヒートコントロール）事が燃焼効率の改善、ひいては燃費の向上と排ガス浄化に繋がることが解明されることとなった。
これにより、特に自動車の分野においては空冷エンジンは廃れ、水冷エンジンがほぼ全ての車両に搭載されるようになった。ラジエーターについても、冷却効率とエンジン性能との比較研究が進み、そのエンジンに最適なラジエーター面積が数値的に算出できるようになった事や、サーモスタットやクーリングファンによってそのエンジンに最適な水温に常時コントロールする技術も発達したことから、一部のチューニング車両やレース車両を除いては、純正搭載のラジエーターが通常使用において大幅に能力が不足する事態に直面することは次第に減っていった。
この頃から、水温計に求められる機能が初期の「水温をリアルタイムに表記する」ことから次第に変化し始める。
純正搭載のラジエーターが通常考えられる範囲での使用程度で大幅に能力が不足する事態に直面することが少なくなったため、水温計に求められる機能が「冷却能力の多寡を示す」ことよりも、「最適な燃焼効率を実現するために必要な水温であるか否かを示す」ことの方が重要となってきたのである。
1980年代後半ごろから、純正搭載の水温計はサーモスタットやクーリングファンで適正に水温調整がなされている領域に指針が達した後は、水温が急激な異常上昇を示さない限りはそれ以上は余り指針が動かないようになりはじめた。
1990年代後半頃になると、低価格の車両を中心に指針式の水温計が廃止され、暖機が完了していないことを示す低水温警告灯と、オーバーヒート状態であることを示す高水温警告灯のみを備えた車両が徐々に増えていき、現在に至っている。

## 構造
現在使用されている水温計は、大きく分けて機械式と電気式に分類される。両者の大きな違いは、メーターが水温を機械的に読み取るか、水温センサーを介して電気的に読み取るかである。

### 機械式水温計
機械式水温計は、メーターを機械的に駆動して水温を表示する形式である。
感知部から表示部まで、温度変化で体積変化する液体や気体が封入された伝達管が接続されており、表示部でブルドン管等により圧力変化を温度変化として表示する形式がとられる。圧力変化を伝達する伝達管を引く必要があることから、配管の設置に手間がかかることや、破断により管内の伝達物質が漏洩すると製造者以外には修理が不能であることから、現在ではほとんど用いられなくなった。

### 電気式水温計
電気式水温計は冷却系統に設けられたセンサーの電気抵抗値の上下動によって温度変化を表示するもので、メーター的には電圧計もしくは電流計である狭義な電気式メータと、センサーよりの信号を電子回路を介在してステッピングモーター等を用いて表示する電子式メータを包括して電気式メーターとする場合も多い。
現在の車両に備え付けられている水温計はほぼ全てこの形式である。
純正の水温計は感度が非常に鈍くされているが、過去に適正表示にした例では使用者からの「故障ではないのか？」とのクレームが多発したため中央値付近で鈍感に表示するよう設計されるようになった。
社外品の後付けメーターにおいては、水温センサーの抵抗値をより厳密に数値的に表示するものが主流を占めている。
これは、万人向けの純正品とは違い、必要として後付けされる故に直接的な表示になっている。

### 水温表示灯
水温表示灯は、電気式水温計のバリエーションのひとつである。ダッシュボードのメーターパネル内に他の警告灯と共に備え付けられている。
水温が暖機完了前の低温である事を示す低温警告灯と、オーバーヒート状態である高温警告灯の二つの表示灯で構成され、ドライバーからは現在の正確な水温を把握することはほぼ不可能となっている。
このような表示灯の採用が増えた理由としては、現代の車両はラジエーター冷却能力の改善により、通常使用下ではオーバーヒートを起こす危険性がほとんどなくなったことなどが挙げられる。こうした時代の車両においては、一部の特殊用途向けの車両を除いては水温を示す必要のある要素が「最も良い燃焼効率を発揮するのに最適な水温範囲であるか否か」を示すこと以外ほぼ存在しないため、メーターパネル内で比較的大きなスペースを要求する指針式水温計よりも、極めて小さな表示スペースのみで済む水温表示灯が積極的に採用されるようになっている。
表示灯による代替は、可動部品である指針部パーツを排除できるため、実用上の信頼性向上やコストダウンといったメリットがある。またメーターパネルにおける計器類の過剰装備は、一般的なドライバーにとってはインターフェースの複雑化を招いて必ずしも好ましくなく、この点からも表示灯による水温計代替には意義がある。

## 装備としての水温計
水温計はエンジンの水冷化が進んだ比較的早い段階から純正採用が進んでいった計器である。
これは初期の水冷エンジンにおいてはエンジン能力とラジエーター冷却能力が必ずしも釣り合いがとれておらず、オーバーヒートなどのトラブルが多発していたため、ドライバー側が常時水温を把握し適正な走行状況を保つ必要があったからである。
しかし、時代と共に水温計に求められる機能性が変化し、水温そのものを表示する機能よりも、暖機完了か否かを示す機能の方が重要視されてきたため、近年では水温計を省略し水温表示灯で代用する車両も増えてきている。
そのためか、水温計は法律上必要な装備とはされておらず、水温計を排除したり、故障により動作しない状態であっても整備不良となることはなく、車検にも影響はない。（但し排ガス検査の関係上、何らかの形で暖機完了を示す装置は備え付けておくことが望ましい）

### 競技・スポーツ装備としての水温計
モータースポーツ競技においては、水温の変化はエンジン出力の低下や、エンジンブローなどを招く重要な要素となる。
また、車両の改造度合いによってエンジン発熱量が大幅に変化しうる環境下にあるため、現在の冷却系統がエンジン発熱量に対して適切であるか否かを知る意味でも、正確な水温計が必須となっている。
そのため、社外品の後付け水温計はそのほとんどが水温を1度単位で正確に表示できるものが主流である。
純正で水温計が備え付けられている車両においても、純正水温計の指針がほとんど動いていない状況であっても、社外メーターは驚く程大きな水温の数値変化を示していることも多々あるため、特に車の改造やスポーツ走行を趣味とする者は、社外水温計を取り付ける事には大きな意義があるとされる。